# Telecine Action
Telecine Action é um canal de televisão por assinatura brasileiro transmitido pelas operadoras Sky, Claro TV, Vivo TV e Oi TV que dá destaque à transmissão de antigos e novos filmes de ação, suspense, terror, guerra e erótico.
No dia 1 de novembro de 2010 foi lançada a versão em alta definição, chamada de Telecine Action HD, que mostra a mesma programação da sua versão SDTV. Em 1 de setembro do mesmo ano, foi lançada uma faixa dentro do canal Globosat HD para substituir a faixa Megapix HD, cortada em 1 de novembro e substituída novamente pela faixa do Megapix HD após o lançamento do canal independente.
O canal tornou-se um dos mais assistidos da TV por assinatura após a adoção de dublagens em 2012. O Telecine Action passou a crescer significativamente entre as classes A (37%) e C (61%).

## Conteúdo
O canal dedica-se a exibir principalmente filmes de ação, como o próprio nome sugere.
Os filmes são exibidos com um comercial de 2 minutos durante sua execução, o que pode ocorrer é o surgimento de uma brecha na tela do filme (no lado direito do vídeo) em execução anunciando a próxima atração do canal ou o que o telespectador está vendo.

### Os filmes
O canal exibe diariamente filmes dos seguintes gêneros: ação, suspense, policial, ficção científica, western, terror e erótico.
Assim como todos os canais da Rede Telecine, os filmes geralmente são gerados pelos 7 dos 10 maiores studios do Brasil e mundo afora, são eles Universal Pictures, Paramount, 20th Century Fox, Metro-Goldwyn-Mayer, Dream Works Studio e atualmente Disney/Pixar, tendo em sua grade de canais até mesmo filmes de produções de estúdios independentes.

### Idioma
O canal possui como idioma padrão o português que é usado nos filmes e comentários sobre a programação do canal (no comercial ou nas brechas de tela dos filmes em execução) e ainda possui legendas em português durante a exibição dos filmes.

## Séries que foram exibidas
- NUMB3RS
- Matrioshki